# Dublin Fair
Dublin Fair var ett band från Karlstad som spelade irländsk folkmusik och folkrock. Det startades 1987 av John McCaffrey, Hans Pettersson och Tore Johansson. Sin största kommersiella framgång hade bandet 1996 med singeln Jamboree som nådde en andraplats på Trackslistan. Dublin Fair gjorde sin sista spelning 2019.
John McCaffrey kom från Irland till Karlstad 1980. I september 1987 bildade han tillsammans med Hans Pettersson och Tore Johansson ett band för att spela irländsk folkmusik. Under de första åren spelade bandet live med enbart akustiska instrument. Första skivan gav man ut 1994 på eget förlag. Antalet medlemmar växte och var som mest sju personer under 1990-talet. En remix av låten "Jamboree" fångades upp av skivbolaget Stockholm Records. Låten gavs ut som singel 1996 och låg två veckor på andra plats på Trackslistan i september 1996. Singeln sålde nära 20 000 exemplar, vilket tog den upp till en femteplats som bästa på svenska försäljningslistan. Bandet följde upp med singeln California, som nådde 19:e plats på försäljningslistan.
I början av 1997 gav fullängdsalbumet Jamboree – The Album ut, bland annat innehållande de tidigare singlarna. Albumet fick ett svalt mottagande av kritiker. Dan Backman skrev i Svenska Dagbladet: "Svensk-irländska konstellationen Dublin Fair, som varken kan spela irländskt eller pop, har nöjt sig med att vara kommersiella..." Expressen delade ut en överkorsad geting och skrev: "Det här är sämre än Rednex. Någon borde skicka en kassett till IRA."
Under 1999 gav bandet ut albumet Northern Shores på eget förlag. Året efter meddelade man att bandet skulle splittras och en avskedskonsert hölls i Karlstad. Tre år senare återförenades bandet. En sista spelning genomfördes på Nöjesfabriken i Karlstad 2019. John McCaffrey avled i april 2020 efter en tids sjukdom. Under 2021 gav bandets kvarvarande medlemmar ut albumet The Last Jamboree med tidigare outgivet material och live-inspelningar. Albumet beskrevs som en hyllning till den bortgångne sångaren.

## Diskografi

### Album och EP
- 1994 – From here and there (5-spårs EP), egen utgivning[2]
- 1995 – Leaving of Liverpool (6-spårs EP), egen utgivning[2]
- 1996 – Jamboree (4-spårs EP), egen utgivning[2]
- 1997 – Jamboree – The Album (album), Stockholm Records[2]
- 1999 – Northern shores (album), egen utgivning[2]
- 2006 – A trip around the bay (4-spårs EP), egen utgivning[2]
- 2021 – The Last Jamboree (album), egen utgivning

### Singlar
Samtliga utgivna på Stockholm Records.
- 1996 – Jamboree
- 1996 – California
- 1997 – Alien Cars
- 1997 – Underneath The Harvest Moon